# Espacio normado auxiliar
En análisis funcional, Alexander Grothendieck (1928-2014) empleó sistemáticamente dos métodos para construir espacios normados a partir de discos con el fin de definir operadores nucleares y espacios nucleares:
- El primero de estos métodos se utiliza si el disco {\displaystyle D} está acotado. En este caso, el espacio normado auxiliar es {\displaystyle \operatorname {expan} D}, con la norma

{\displaystyle p_{D}(x):=\inf _{x\in rD,r>0}r.}
- El otro método se utiliza si el disco {\displaystyle D} es absorbente. En este segundo caso, el espacio normado auxiliar es el espacio cociente {\displaystyle X/p_{D}^{-1}(0).}

Si el disco está acotado y es absorbente, entonces los dos espacios normados auxiliares son canónicamente isomorfos (como espacios vectoriales topológicos y espacios normados).

## Inducido por un disco acotado – Discos de Banach
En este artículo, {\displaystyle X} será un espacio vectorial real o complejo (aunque no necesariamente un EVT) y {\displaystyle D} será un disco en {\displaystyle X.}

### Espacio seminormado inducido por un disco
Sea {\displaystyle X} un espacio vectorial real o complejo. Para cualquier subconjunto {\displaystyle D} de {\displaystyle X,} el Funcional de Minkowski de {\displaystyle D} se define por:
- Si {\displaystyle D=\varnothing }, entonces define {\displaystyle p_{\varnothing }(x):\{0\}\to [0,\infty )} como la aplicación trivial {\displaystyle p_{\varnothing }=0}[2] y se asumirá que {\displaystyle \operatorname {expan} \varnothing =\{0\}.}[note 1]
- Si {\displaystyle D\neq \varnothing } y si {\displaystyle D} es absorbente en {\displaystyle \operatorname {expan} D}, entonces denota el funcional de Minkowski de {\displaystyle D} en {\displaystyle \operatorname {expan} D} por

{\displaystyle p_{D}:\operatorname {expan} D\to [0,\infty )}
donde para todos los {\displaystyle x\in \operatorname {expan} D,} esto se define por :{\displaystyle p_{D}(x):=\inf _{}\{r:x\in rD,r>0\}.}
Sea {\displaystyle X} un espacio vectorial real o complejo. Para cualquier subconjunto {\displaystyle D} de {\displaystyle X} tal que el {\displaystyle p_{D}} funcional de Minkowski sea una seminorma en {\displaystyle \operatorname {expan} D,} denótese por {\displaystyle X_{D}}
{\displaystyle X_{D}:=\left(\operatorname {expan} D,p_{D}\right)}
que se denomina seminorma inducida por {\displaystyle D,} donde si {\displaystyle p_{D}} es una norma, entonces se llama espacio normado inducido por {\displaystyle D.}
Supuesto (Topología): {\displaystyle X_{D}=\operatorname {expan} D} está dotado de la topología de la seminorma inducida por {\displaystyle p_{D},} que se denotará por {\displaystyle \tau _{D}} o {\displaystyle \tau _{p_{D}}.}
Es importante destacar que esta topología surge "completamente" del conjunto {\displaystyle D,} la estructura algebraica de {\displaystyle X,} y la topología habitual en {\displaystyle \mathbb {R} } (ya que {\displaystyle p_{D}} se define usando solo el conjunto {\displaystyle D} y la multiplicación escalar). Esto justifica el estudio de los discos de Banach y es parte de la razón por la que juegan un papel importante en la teoría de operadores nucleares y espacios nucleares.
La aplicación de inclusión {\displaystyle \operatorname {In} _{D}:X_{D}\to X} se denomina "aplicación canónica".
Supóngase que {\displaystyle D} es un disco.
Entonces, {\textstyle \operatorname {expan} D=\bigcup _{n=1}^{\infty }nD} para que {\displaystyle D} sea absorbente en {\displaystyle \operatorname {expan} D,} el sistema generador de {\displaystyle D.}
El conjunto {\displaystyle \{rD:r>0\}} de todos los múltiplos escalares positivos de {\displaystyle D} forma una base en el entorno del origen para una topología inducida en un espacio localmente convexo {\displaystyle \tau _{D}} en {\displaystyle \operatorname {expan} D.}
El funcional de Minkowski del disco {\displaystyle D} en {\displaystyle \operatorname {expan} D} garantiza que {\displaystyle p_{D}} esté bien definido y forme una seminorma en {\displaystyle \operatorname {expan} D.}
La topología localmente convexa inducida por esta seminorma es la topología {\displaystyle \tau _{D}} que se definió anteriormente.

### Definición de disco de Banach
Un disco acotado {\displaystyle D} en un espacio vectorial topológico {\displaystyle X} tal que {\displaystyle \left(X_{D},p_{D}\right)} sea un espacio de Banach, se denomina disco de Banach, infracompleto o completante acotado en {\displaystyle X.}
Si se muestra que {\displaystyle \left(\operatorname {expan} D,p_{D}\right)} es un espacio de Banach, entonces {\displaystyle D} será un disco de Banach en cualquier EVT que contenga {\displaystyle D} como un subconjunto acotado.
Esto se debe a que el funcional {\displaystyle p_{D}} de Minkowski se define en términos puramente algebraicos.
En consecuencia, la cuestión de si {\displaystyle \left(X_{D},p_{D}\right)} forma o no un espacio de Banach depende únicamente del disco {\displaystyle D} y de {\displaystyle p_{D},} el funcional de Minkowski, y no de ninguna topología del EVT particular que {\displaystyle X} pueda tener inducida.
Por lo tanto, el requisito de que un disco de Banach en un EVT {\displaystyle X} sea un subconjunto acotado de {\displaystyle X} es la única propiedad que vincula la topología de un disco de Banach con la topología del EVT {\displaystyle X} que lo contiene.

### Propiedades de los espacios seminormados inducidos por un disco
Discos acotados
El siguiente resultado explica por qué es necesario limitar los discos de Banach.
| Teorema Si {\displaystyle D} es un disco en un espacio vectorial topológico (EVT) {\displaystyle X,} entonces {\displaystyle D} está acotado en {\displaystyle X} si y solo si la aplicación de inclusión {\displaystyle \operatorname {In} _{D}:X_{D}\to X} es continua. |

| Demostración |
| Si el disco {\displaystyle D} está delimitado en el EVT {\displaystyle X}, entonces para todos los entornos {\displaystyle U} del origen en {\displaystyle X,} existe algún {\displaystyle r>0} tal que {\displaystyle rD\subseteq U\cap X_{D}.} De ello se deduce que en este caso la topología de {\displaystyle \left(X_{D},p_{D}\right)} es más fina que la topología subespacial que {\displaystyle X_{D}} hereda de {\displaystyle X,} lo que implica que la aplicación de inclusión {\displaystyle \operatorname {In} _{D}:X_{D}\to X} es continua. Por el contrario, si {\displaystyle X} tiene una topología EVT tal que {\displaystyle \operatorname {In} _{D}:X_{D}\to X} es continua, entonces para cada entorno {\displaystyle U} del origen en {\displaystyle X} existe algún {\displaystyle r>0} tal que {\displaystyle rD\subseteq U\cap X_{D},} lo que demuestra que {\displaystyle D} está acotado en {\displaystyle X.} |

Hausdorffsidad
El espacio {\displaystyle \left(X_{D},p_{D}\right)} es de Hausdorff si y solo si {\displaystyle p_{D}} es una norma, lo que ocurre si y solo si {\displaystyle D} no contiene ningún subespacio vectorial no trivial.
En particular, si existe una topología en un EVT de Hausdorff {\displaystyle X}, de modo que {\displaystyle D} esté acotado en {\displaystyle X}, entonces {\displaystyle p_{D}} es una norma.
Un ejemplo en el que {\displaystyle X_{D}} no es de Hausdorff se obtiene dejando que {\displaystyle X=\mathbb {R} ^{2}} y dejando que {\displaystyle D} sea el eje {\displaystyle x}.
Convergencia de redes
Supóngase que {\displaystyle D} es un disco en {\displaystyle X} tal que {\displaystyle X_{D}} es de Hausdorff y sea {\displaystyle x_{\bullet }=\left(x_{i}\right)_{i\in I}} una red en {\displaystyle X_{D}.}
Entonces, {\displaystyle x_{\bullet }\to 0} en {\displaystyle X_{D}} si y solo si existe un {\displaystyle r_{\bullet }=\left(r_{i}\right)_{i\in I}} red de números reales tal que {\displaystyle r_{\bullet }\to 0} y {\displaystyle x_{i}\in r_{i}D} para todo {\displaystyle i};
además, en este caso se asumirá sin pérdida de generalidad que {\displaystyle r_{i}\geq 0} para todo {\displaystyle i.}
Relación entre espacios inducidos por un disco
Si {\displaystyle C\subseteq D\subseteq X}, entonces {\displaystyle \operatorname {expan} C\subseteq \operatorname {expan} D} y {\displaystyle p_{D}\leq p_{C}} en {\displaystyle \operatorname {expan} C,} se define la siguiente aplicación lineal continua:
Si {\displaystyle C} y {\displaystyle D} son discos en {\displaystyle X} con {\displaystyle C\subseteq D}, entonces denomínese a la aplicación de inclusión {\displaystyle \operatorname {In} _{C}^{D}:X_{C}\to X_{D}} la "inclusión canónica" de {\displaystyle X_{C}} en {\displaystyle X_{D}.}
En particular, la topología subespacial que {\displaystyle \operatorname {expan} C} hereda de {\displaystyle \left(X_{D},p_{D}\right)} es más débil que la topología inducida por la seminorma de {\displaystyle \left(X_{C},p_{C}\right)}.
El disco como bola unitaria cerrada
El disco {\displaystyle D} es un subconjunto cerrado de {\displaystyle \left(X_{D},p_{D}\right)} si y solo si {\displaystyle D} es la bola unitaria cerrada de la seminorma {\displaystyle p_{D}}; esto es
{\displaystyle D=\left\{x\in \operatorname {expan} D:p_{D}(x)\leq 1\right\}.}
Si {\displaystyle D} es un disco en un espacio vectorial {\displaystyle X} y si existe una topología EVT {\displaystyle \tau } en {\displaystyle \operatorname {expan} D} tal que {\displaystyle D} es un subconjunto cerrado y acotado de {\displaystyle \left(\operatorname {expan} D,\tau \right),} entonces {\displaystyle D} es la bola unitaria cerrada de {\displaystyle \left(X_{D},p_{D}\right)} (es decir, {\displaystyle D=\left\{x\in \operatorname {expan} D:p_{D}(x)\leq 1\right\}}) (véase nota al pie para su demostración).

### Condiciones suficientes para un disco de Banach
El siguiente teorema se puede utilizar para establecer que {\displaystyle \left(X_{D},p_{D}\right)} es un espacio de Banach. 
Una vez establecido esto, {\displaystyle D} será un disco Banach en cualquier EVT en el que {\displaystyle D} esté acotado.
| Teorema Sea {\displaystyle D} un disco en un espacio vectorial {\displaystyle X.} Si existe una topología EVT de Hausdorff {\displaystyle \tau } en {\displaystyle \operatorname {expan} D} tal que {\displaystyle D} es un subconjunto secuencialmente completo acotado de {\displaystyle (\operatorname {expan} D,\tau ),} entonces {\displaystyle \left(X_{D},p_{D}\right)} es un espacio de Banach. |

| Demostración |
| Supóngase sin pérdida de generalidad que {\displaystyle X=\operatorname {expan} D} y sea {\displaystyle p:=p_{D}} el funcional de Minkowski de {\displaystyle D.} Dado que {\displaystyle D} es un subconjunto acotado de un EVT de Hausdorff, {\displaystyle D} no contiene ningún subespacio vectorial no trivial, lo que implica que {\displaystyle p} es una norma. Sea {\displaystyle \tau _{D}} la topología de una norma en {\displaystyle X} inducida por {\displaystyle p} donde, dado que {\displaystyle D} es un subconjunto acotado de {\displaystyle (X,\tau ),} {\displaystyle \tau _{D}} es más fina que {\displaystyle \tau .} Debido a que {\displaystyle D} es convexo y equilibrado, para cualquier {\displaystyle 0<m<n} {\displaystyle 2^{-(n+1)}D+\cdots +2^{-(m+2)}D=2^{-(m+1)}\left(1-2^{m-n}\right)D\subseteq 2^{-(m+2)}D.} Sea {\displaystyle x_{\bullet }=\left(x_{i}\right)_{i=1}^{\infty }} una secuencia de Cauchy en {\displaystyle \left(X_{D},p\right).} Al reemplazar {\displaystyle x_{\bullet }} con una subsecuencia, podemos asumir sin pérdida de generalidad† que para todo {\displaystyle i,} {\displaystyle x_{i+1}-x_{i}\in {\frac {1}{2^{i+2}}}D.} Esto implica que para cualquier {\displaystyle 0<m<n,} {\displaystyle x_{n}-x_{m}=\left(x_{n}-x_{n-1}\right)+\left(x_{m+1}-x_{m}\right)\in 2^{-(n+1)}D+\cdots +2^{-(m+2)}D\subseteq 2^{-(m+2)}D} de modo que en particular, tomando {\displaystyle m=1} se deduce que {\displaystyle x_{\bullet }} está contenido en {\displaystyle x_{1}+2^{-3}D.} Dado que {\displaystyle \tau _{D}} es más fina que {\displaystyle \tau ,} {\displaystyle x_{\bullet }} es una secuencia de Cauchy en {\displaystyle (X,\tau ).} Para todo {\displaystyle m>0,} {\displaystyle 2^{-(m+2)}D} es un subconjunto secuencialmente completo de Hausdorff de {\displaystyle (X,\tau ).} En particular, esto es cierto para {\displaystyle x_{1}+2^{-3}D}, por lo que existe algún {\displaystyle x\in x_{1}+2^{-3}D} tal que {\displaystyle x_{\bullet }\to x} en {\displaystyle (X,\tau ).} Dado que {\displaystyle x_{n}-x_{m}\in 2^{-(m+2)}D} para todos los {\displaystyle 0<m<n,} fijando {\displaystyle m} y tomando el límite (en {\displaystyle (X,\tau )}) como {\displaystyle n\to \infty ,} se deduce que {\displaystyle x-x_{m}\in 2^{-(m+2)}D} para cada {\displaystyle m>0.} Esto implica que {\displaystyle p\left(x-x_{m}\right)\to 0} es {\displaystyle m\to \infty ,} lo que implica exactamente que {\displaystyle x_{\bullet }\to x} en {\displaystyle \left(X_{D},p\right).} Esto demuestra que {\displaystyle \left(X_{D},p\right)} está completo. † Esta suposición está permitida porque {\displaystyle x_{\bullet }} es una secuencia de Cauchy en un espacio métrico (por lo que los límites de todas las subsecuencias son iguales) y una secuencia en un espacio métrico converge si y solo si cada subsecuencia tiene una subsubsecuencia que converge. |

Tenga en cuenta que incluso si {\displaystyle D} no es un subconjunto acotado y secuencialmente completo de cualquier EVT de Hausdorff, aún se podría concluir que {\displaystyle \left(X_{D},p_{D}\right)} es un espacio de Banach aplicando este teorema a algún disco {\displaystyle K} que satisfaga
{\displaystyle \left\{x\in \operatorname {expan} D:p_{D}(x)<1\right\}\subseteq K\subseteq \left\{x\in \operatorname {expan} D:p_{D}(x)\leq 1\right\}}
porque {\displaystyle p_{D}=p_{K}.}
Las siguientes son consecuencias del teorema anterior:
- Un disco acotado secuencialmente completo en un EVT de Hausdorff es un disco de Banach.[5]
- Cualquier disco en un EVT de Hausdorff que esté completo y acotado (por ejemplo, compacto) es un disco de Banach.[8]
- La bola cerrada unidad en un espacio de Fréchet está secuencialmente completa y, por lo tanto, es un disco de Banach.[5]

Supóngase que {\displaystyle D} es un disco acotado en un EVT {\displaystyle X.}
- Si {\displaystyle L:X\to Y} es una aplicación lineal continua y {\displaystyle B\subseteq X} es un disco de Banach, entonces {\displaystyle L(B)} es un disco de Banach y {\displaystyle L{\big \vert }_{X_{B}}:X_{B}\to L\left(X_{B}\right)} induce un isomorfismo sobre el EVT {\displaystyle Y_{L(B)}\cong X_{B}/\left(X_{B}\cap \operatorname {ker} L\right).}

### Propiedades de los discos de Banach
Sea {\displaystyle X} un EVT y {\displaystyle D} sea un disco limitado en {\displaystyle X.}
Si {\displaystyle D} es un disco de Banach acotado en un espacio localmente convexo de Hausdorff {\displaystyle X}, y si {\displaystyle T} es barrilado en {\displaystyle X}, entonces {\displaystyle T} absorbe a {\displaystyle D} (es decir, hay un número {\displaystyle r>0} tal que {\displaystyle D\subseteq rT.}
Si {\displaystyle U} es un entorno cerrado equilibrado convexo del origen en {\displaystyle X}, entonces la colección de todos los entornos {\displaystyle rU,} donde {\displaystyle r>0} abarca los números reales positivos, induce una topología de espacio vectorial topológico en {\displaystyle X.} Cuando {\displaystyle X} tiene esta topología, se denota por {\displaystyle X_{U}.} Dado que la topología no es necesariamente de Hausdorff ni completa, la completación del espacio de Hausdorff {\displaystyle X/p_{U}^{-1}(0)} se denota por {\displaystyle {\overline {X_{U}}}}, de modo que {\displaystyle {\overline {X_{U}}}} es un espacio de Hausdorff completo y {\displaystyle p_{U}(x):=\inf _{x\in rU,r>0}r} es una norma en este espacio que convierte a {\displaystyle {\overline {X_{U}}}} en un espacio de Banach. El polar de {\displaystyle U,} {\displaystyle U^{\circ },} es un disco equicontinuo acotado débilmente compacto en {\displaystyle X^{\prime }} y, por lo tanto, es infracompleto.
Si {\displaystyle X} es un EVT metrizable localmente convexo, entonces para cada subconjunto acotado {\displaystyle B} de {\displaystyle X,} existe un disco {\displaystyle D} acotado en {\displaystyle X} tal que {\displaystyle B\subseteq X_{D},} y tanto {\displaystyle X} como {\displaystyle X_{D}} inducen la misma topología del subespacio en {\displaystyle B.}

## Inducido por un disco radial – cociente
Supóngase que {\displaystyle X} es un espacio vectorial topológico y {\displaystyle V} es un conjunto convexo equilibrado y radial.
Entonces, {\displaystyle \left\{{\tfrac {1}{n}}V:n=1,2,\ldots \right\}} es una base del entorno en el origen para alguna topología localmente convexa {\displaystyle \tau _{V}} en {\displaystyle X.}
Esta topología de EVT {\displaystyle \tau _{V}} está dada por el funcional de Minkowski, y está formada por {\displaystyle V,} {\displaystyle p_{V}:X\to \mathbb {R} ,} que es una seminorma en {\displaystyle X} definida por {\displaystyle p_{V}(x):=\inf _{x\in rV,r>0}r.}
La topología {\displaystyle \tau _{V}} es de Hausdorff si y solo si {\displaystyle p_{V}} es una norma, o equivalentemente, si y solo si {\displaystyle X/p_{V}^{-1}(0)=\{0\}} o equivalente, para lo cual basta que {\displaystyle V} esté acotado en {\displaystyle X.}
La topología {\displaystyle \tau _{V}} no tiene por qué ser de Hausdorff, pero {\displaystyle X/p_{V}^{-1}(0)} sí que lo es.
{\displaystyle X/p_{V}^{-1}(0)} induce una norma sobre {\displaystyle \left\|x+X/p_{V}^{-1}(0)\right\|:=p_{V}(x),} donde este valor es, de hecho, independiente del representante de la clase de equivalencia {\displaystyle x+X/p_{V}^{-1}(0)} elegida.
El espacio normado {\displaystyle \left(X/p_{V}^{-1}(0),\|\cdot \|\right)} se denota por {\displaystyle X_{V}} y su completación se denota por {\displaystyle {\overline {X_{V}}}.}
Si además, {\displaystyle V} está acotado en {\displaystyle X}, entonces la seminorma {\displaystyle p_{V}:X\to \mathbb {R} } es una norma, por lo que en particular, {\displaystyle p_{V}^{-1}(0)=\{0\}.}
En este caso, se toma {\displaystyle X_{V}} como el espacio vectorial {\displaystyle X} en lugar de {\displaystyle X/\{0\}}, de modo que la notación {\displaystyle X_{V}} no sea ambigua (si {\displaystyle X_{V}} denota el espacio inducido por un disco radial o el espacio inducido por un disco acotado).
La topología cociente {\displaystyle \tau _{Q}} en {\displaystyle X/p_{V}^{-1}(0)} (heredada de la topología original de {\displaystyle X}) es más fina (en general, estrictamente más fina) que la topología normal.

### Aplicaciones canónicas
La aplicación canónica es la clase de equivalencia {\displaystyle q_{V}:X\to X_{V}=X/p_{V}^{-1}(0),} que es continua cuando {\displaystyle X_{V}} tiene la topología normal o la topología del cociente.
Si {\displaystyle U} y {\displaystyle V} son discos radiales tales como {\displaystyle U\subseteq V}, entonces {\displaystyle p_{U}^{-1}(0)\subseteq p_{V}^{-1}(0)}, por lo que existe una aplicación canónica sobreyectiva lineal continua {\displaystyle q_{V,U}:X/p_{U}^{-1}(0)\to X/p_{V}^{-1}(0)=X_{V}}, definida enviando {\displaystyle x+p_{U}^{-1}(0)\in X_{U}=X/p_{U}^{-1}(0)} a la clase de equivalencia {\displaystyle x+p_{V}^{-1}(0),} donde se puede verificar que la definición no depende del representante de la clase de equivalencia {\displaystyle x+p_{U}^{-1}(0)} que se elija.
Esta aplicación canónica tiene la norma {\displaystyle \,\leq 1}, y posee una extensión canónica lineal continua única a {\displaystyle {\overline {X_{U}}}} que se denota por {\displaystyle {\overline {g_{V,U}}}:{\overline {X_{U}}}\to {\overline {X_{V}}}.}
Supóngase además que {\displaystyle B\neq \varnothing } y {\displaystyle C} son discos acotados en {\displaystyle X} con {\displaystyle B\subseteq C}, de modo que {\displaystyle X_{B}\subseteq X_{C}} y la inclusión {\displaystyle \operatorname {In} _{B}^{C}:X_{B}\to X_{C}} sea una aplicación lineal continua.
Sean {\displaystyle \operatorname {In} _{B}:X_{B}\to X,} {\displaystyle \operatorname {In} _{C}:X_{C}\to X,} y {\displaystyle \operatorname {In} _{B}^{C}:X_{B}\to X_{C}} las aplicaciones canónicas.
Entonces, {\displaystyle \operatorname {In} _{C}=\operatorname {In} _{B}^{C}\circ \operatorname {In} _{C}:X_{B}\to X_{C}} y {\displaystyle q_{V}=q_{V,U}\circ q_{U}.}

## Inducido por un disco radial acotado
Supóngase que {\displaystyle S} es un disco radial acotado.
Dado que {\displaystyle S} es un disco acotado, si {\displaystyle D:=S}, entonces se puede crear el espacio normado auxiliar {\displaystyle X_{D}=\operatorname {expan} D} con la norma {\displaystyle p_{D}(x):=\inf _{x\in rD,r>0}r}. Como {\displaystyle S} es radial, {\displaystyle X_{S}=X.}
Dado que {\displaystyle S} es un disco radial, si {\displaystyle V:=S}, entonces se puede crear el espacio de la seminorma auxiliar {\displaystyle X/p_{V}^{-1}(0)} con la seminorma {\displaystyle p_{V}(x):=\inf _{x\in rV,r>0}r}. Debido a que {\displaystyle S} está acotado, esta seminorma es una norma y {\displaystyle p_{V}^{-1}(0)=\{0\}}, por lo que entonces {\displaystyle X/p_{V}^{-1}(0)=X/\{0\}=X.}
Así, en este caso, los dos espacios normados auxiliares producidos por estos dos métodos diferentes dan como resultado el mismo espacio normado.

## Dualidad
Supongamos que {\displaystyle H} es un disco equicontinuo débilmente cerrado en {\displaystyle X^{\prime }} (esto implica que {\displaystyle H} es débilmente compacto) y sea
{\displaystyle U:=H^{\circ }=\{x\in X:|h(x)|\leq 1{\text{for all }}h\in H\}}
el polar de {\displaystyle H.}
Debido a que {\displaystyle U^{\circ }=H^{\circ \circ }=H} según el teorema bipolar, se deduce que un funcional lineal continuo {\displaystyle f} pertenece a {\displaystyle X_{H}^{\prime }=\operatorname {expan} H} si y solo si {\displaystyle f} pertenece al espacio dual continuo de {\displaystyle \left(X,p_{U}\right),} donde {\displaystyle p_{U}} es el funcional de Minkowski de {\displaystyle U} definido por {\displaystyle p_{U}(x):=\inf _{x\in rU,r>0}r.}

## Conceptos relacionados
Un disco en un EVT se llama infrabornivoro si absorbe todos los discos de Banach.
Un aplicación lineal entre en dos EVT se llama infra-acotada si asigna discos de Banach a discos delimitados.

### Convergencia rápida
Se dice que una sucesión {\displaystyle x_{\bullet }=\left(x_{i}\right)_{i=1}^{\infty }} en un EVT {\displaystyle X} es "rápidamente convergente" a un punto {\displaystyle x\in X} si existe un disco de Banach {\displaystyle D} tal que tanto {\displaystyle x} como la sucesión estén (finalmente) contenidos en {\displaystyle \operatorname {expan} D} y {\displaystyle x_{\bullet }\to x} en {\displaystyle \left(X_{D},p_{D}\right).}
Toda sucesión rápidamente convergente es Mackey convergente.